# ラット (漫画家)
ラット（Lat、1951年5月5日 - ）、本名ダト・モハマッド・ノール・カリッド（英: Datuk Mohammad Nor Khalid、ジャウィ: محمد نور خالد）は、マレーシアで国民的な人気を持つ漫画家。

## 概要
13歳で最初の漫画本を出版して以来、20冊以上の作品を刊行してきた。マレーシアの社会と政治を題材として、偏見を交えず喜劇的な観点から描いた作品が主体である。代表作 The Kampung Boy（1979年、邦題『カンポンボーイ』）は世界各国で刊行された。1994年、作品を通じてマレーシア社会の和合と相互理解の醸成に貢献したことから、ペラ州のスルターンからダト（datuk）の称号を授けられた。2002年には福岡アジア文化賞を受賞した。
田舎の村落で生まれ育ち、11歳で都市部に移った。学校に通いながら新聞や雑誌に漫画を寄稿して家計を助け、13歳の時に初の著書 Tiga Sekawan を刊行した。高校卒業後は成績が不足していたため進学せずに新聞記者となった。その後1974年に風刺漫画作家に転身した。マレーシアの生活や国際社会に対する見解がよく表されたラットの作品は全国紙『ニュー・ストレーツ・タイムズ』や『ブリタ・ミング』などで長期連載された。自身の経験に基づく自伝的作品『カンポンボーイ』と Town Boy（邦題『タウンボーイ』）では、村落と都市の暮らしを描きつつそれらを対比させた。
その作風には、初期に受けた『ザ・ビーノ』や『ザ・ダンディ』からの影響があるとされる。しかし、街を行く市井の人々を大胆なペン使いで描くスタイルはラット独自のものである。マレー系キャラクターを描くときは輪を三つ並べて鼻とするのがトレードマークである。1960年代に冒険漫画で人気だった先達ラジャ・ハムザの影響で家族生活や子供に関心を持っている。師匠である高名な漫画家ルジャブハッドからは、作品の題材となる人種・文化グループを深く理解しようとする姿勢を受け継いだ。細部まで配慮が行き届いたラットの作品は、多くの読者に真実味と公正さを感じさせ、高い支持を得ることになった。
漫画の制作と出版以外にも、自作を用いたアニメーションや広告、テーマパーク事業にもかかわっている。ラットの名前と作品は国際的に認知されており、マット・グレイニングやセルジオ・アラゴネスのような海外の同業者から敬意を受けているほか、外国から公に招聘され、体験談を作品化して自国を広報するよう求められることもある。クアラルンプールで27年間作家活動を続けた後、イポーに戻って落ち着いたセミリタイア生活を送っている。

## 生い立ちと教育

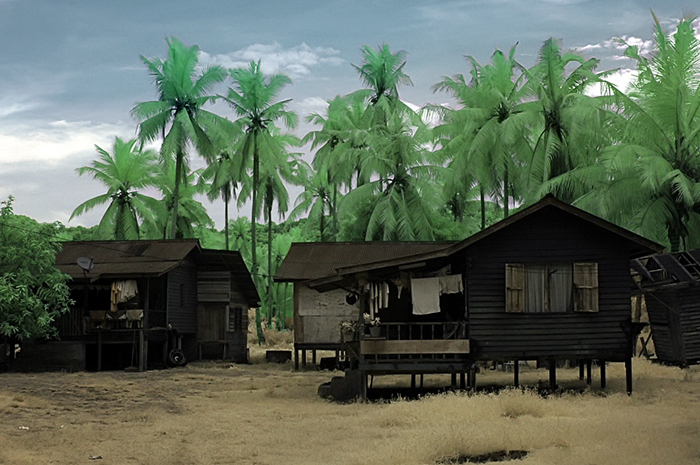
ラットが育ったカンポンは、高床式の木造家屋が並ぶのどかな集落だった。

モハマッド・ノール・カリッドは1951年5月5日、ペラ州ゴペンの町コタ・バルに位置するカンポン・ラランに生まれた。「カンポン (kampung)」とは伝統的なマレー人の村落を指すが、「故郷」「田舎」の意味もある。父親はマレーシア軍の事務職員、母親は専業主婦だった。モハマッド・ノールはぽっちゃりした丸顔の少年だったため、家族からブラット（bulat、「丸い」）というあだ名をつけられた。友人はそれを縮めて「ラット」と呼び、この名がカンポン中で、後には世界中で通るようになった。ラットはきょうだいの最年長であり、友達と一緒にジャングルやプランテーション、スズ採鉱地で遊ぶのが常だった。遊び道具は雑貨や自然に見つかるものを利用して作った。両親から与えられた紙や筆記具で落書きすることを好み、漫画とテレビもお気に入りの娯楽だった。ラットが愛読した国内漫画家は、マレー系主人公の冒険漫画を得意とするラジャ・ハムザである。マレーシア人の美術評論家で歴史家のレザ・ ピヤダサは、カンポンで過ごした幼少期が、ルーツとなったカンポンへの誇りと「マレー独特の」「穏やかさと優雅さに満ちた」人生観をラットに植え付けたという。
ラットの正規教育は地元のマレー語学校からはじまった。カンポンの学校は方言で授業が行われることが多く、成績がとやかく言われることもなかった。幼少期は転校が多く、一家は父親の転勤にともなって全国の基地を転々としたが、1960年になるとラットの生地に落ち着いた。その1年後、州都イポーにある英語全寮制学校（国民型小学校）への編入試験に合格した。父親は息子の学業が優れていたのを見て、カンポンの家を売って都市部に移住する決断を下した。当時のマレーシアでは、英語学校での教育は将来の成功の足掛かりになると考えられていた。小学校を卒業したラットは、ペラ州で「非ミッション系の英語学校では最高峰」であったアンダーソン・スクールに進学した。高度な学校教育のためにイポーに移り住んだことは、レザによるとラットが漫画家として成長する上で重要な節目であった。多民族社会であった都市の暮らしを通じて、ラットは多様な背景を持つ友人と交わり、文化的な視野を広げることができた。
9歳の時から絵の才能を活かして家計を助けだした。初めは自作の漫画を友達に売るだけだったが、その4年後の1964年に初めて作品を世に出した。地元の映画雑誌 Majallah Filem に掲載された3コマ漫画の稿料は映画のチケットであった。初の漫画本 Tiga Sekawan（ティガ・スカワン、「3人の友達」）がシナラン・ブラザーズから刊行されたのは同年のことである。3人の男の子が協力して泥棒を捕まえる物語であった。投稿を受けた同社は作者ラットを成人の漫画家と勘違いし、25リンギットの原稿料を支払った。1968年、17歳となったラットは『ブリタ・ミング』紙（『ブリタ・ハリアン』紙の日曜版）に漫画作品 Keluarga Si Mamat（クルアルガ・シ・ママット、「ママットの家族」）を描き始め、それ以後26年間にわたって週刊連載を続けた。ラットは学生の身でありながら漫画によって当時としては高額の月収100リンギットを得ていた。2年後に5年間の中等教育を終えるが、シニア・ケンブリッジ試験の結果が第3等だったため、大学予備課程に進学することはできなかった。高校卒業に相当する学歴で社会に出たラットは、イラストレーターとなることを目指して職を探し始めた。

## 記者から漫画家へ

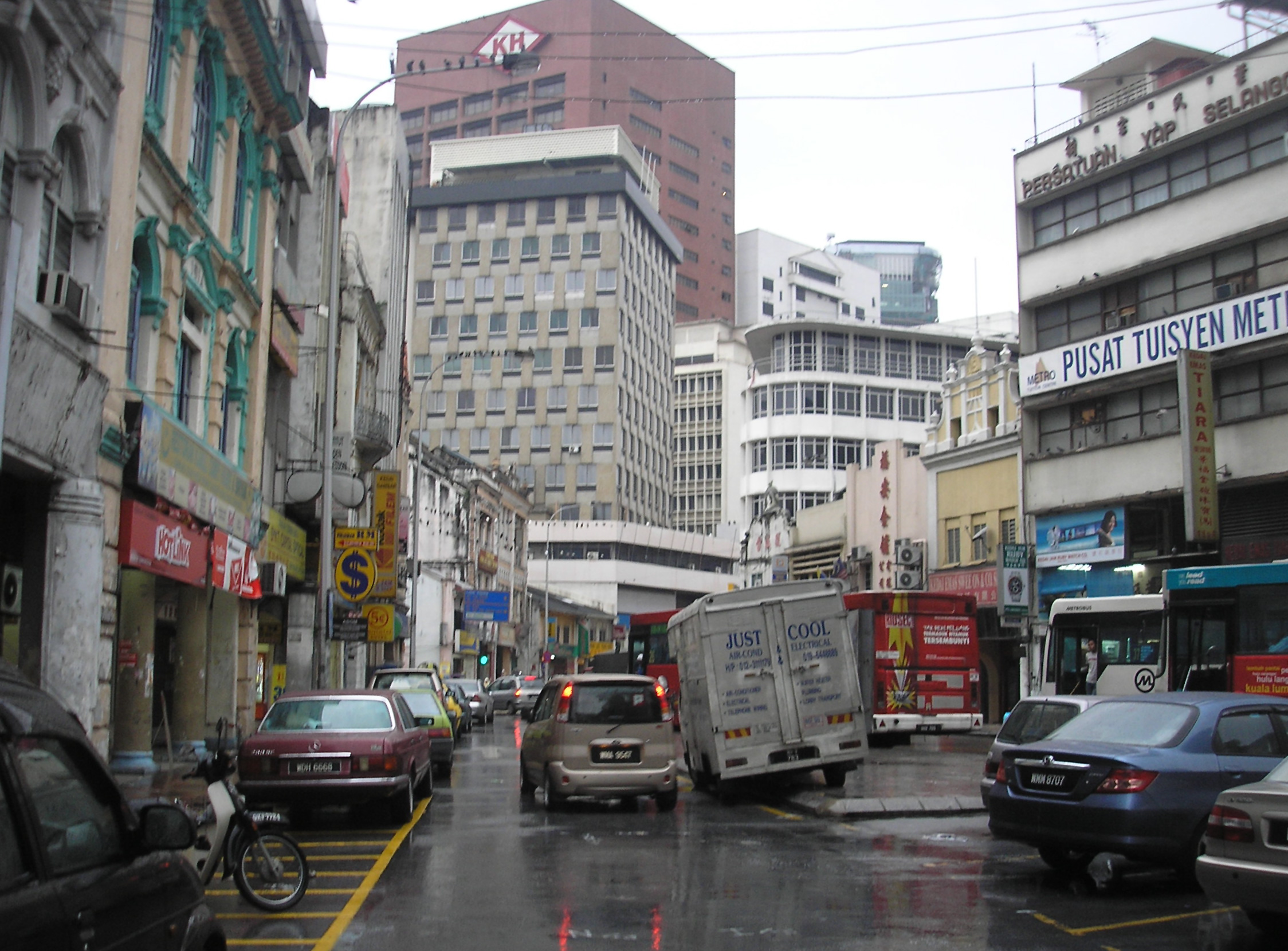
記者になったラットは1970年代のクアラルンプールをさ迷い歩いた（写真は旧市街の中心でよく見られる街路の様子）。故郷の「カンポン」とはかけ離れた環境であった。

マレーシアの首都、クアラルンプールに移り住んだラットは漫画家のポストを求めて『ブリタ・ハリアン』紙を訪問した。同紙の編集者アブドゥル・サマド・イスマイルはラットに欠員がないことを告げ、代わりに犯罪事件記者の職を提示した。ラットは承諾したが、本人によると気が進まない選択だったという。「どうやって食べていくかという問題だった。家族のために稼がなければいけなかったんだ」このころ父親は大病で働けず、一家の大黒柱としての責任はラットに負わされていた。ラットは記者として働きながら別の刊行物のために漫画を描いた。ラットは後に『ブリタ』紙の親会社『ニュー・ストレーツ・タイムズ』に移籍した。事件取材でクアラルンプールを隅々まで歩き回る中で、街頭を行き交う無数の人生と触れ合ったラットは、漫画の材料を蓄えるとともに世の中について理解を深めていった。しかしラット自身は、事件記者として成功するには被害者にずけずけと取材する押しの強さが足りないと感じていた。その上、犯罪被害を伝えるラットの「息を呑むほど克明でどぎつく、直截に描かれた惨状」は上司によって修正されることが常だった。ラットは自らが記者として不適格だと決め込み、悩んだあまり辞表を提出した。しかし、彼が報道の世界で大成すると信じていたサマドは辞表を突き返した。
ラットのキャリアが好転したのは1974年2月10日だった。漫画作品 Bersunat（ベルスナット）が香港の雑誌『アジア・マガジン』に掲載されたのである。ベルスナットはマレーシアのイスラム教徒が必ず受ける割礼式を意味する。同作は『ニュー・ストレーツ・タイムズ』紙の編集長タン・スリ・リー・シュー・イーの目にとまった。この意味深い儀式をユーモラスかつ精緻に描いた手際に感銘を受けたリーは、作者を自社に迎えるよう口やかましく命じたが、ラットがすでに自社に所属していると告げられて驚いた。ラットはリーに呼び出されて直接面談し、その結果社内での立場が一変した。『ニュー・ストレーツ・タイムズ』副編集長となっていたサマドはラットのためにコラム・カートゥーニストの地位を用意した。最初に与えられた職務は、Scenes of Malaysian Life（マレーシアの暮らしの断片）と題した連載で、各民族の結婚式などマレーシアの文化を綴ることであった。のちに社命によりロンドンのセント・マーチンズ・スクール・オブ・アートに四か月派遣され、そこで英国の風刺漫画と新聞に出会った。新しく学んだ文化に夢中になったラットは、マレーシアに戻ると Scenes of Malaysian Life を風刺漫画のシリーズに変えてしまった。この変更が好評を得たことで、1975年には創作活動に関して完全な自由を持つフルタイムの漫画家に任じられた。
ラットは着実に優れた風刺漫画を描き続け、マレーシア国民を楽しませた。1978年には二冊の作品集（Lots of Lat および Lat's Lot）が編纂されて一般に発売された。この時点でも Scenes of Malaysian Life の作者として名を成していたラットだが、国民作家の地位に上り国際的な認知を得るに至ったのは、次作の執筆によるものである。1979年、子供時代の経験を描いた自伝的漫画作品 Kampung Boy『カンポンボーイ』がブリタ・パブリッシングから刊行された。同書はベストセラーとなり、ラットの言葉によると第1刷（6 - 7万部）は発売から4か月で完売した。「自由なペンタッチによる白黒のスケッチ」と「簡素ながら多くの意味が込められた文章」で描き出された、「心温まる」マレーシアの村落生活は読者を虜にした。2009年までに同書のマレー語版は16刷を数え 、ポルトガル語、フランス語、日本語などの他言語版が海外数か国で発行された。『カンポンボーイ』の成功はラットを「マレーシアでもっとも著名な漫画家」の地位に押し上げた。

## 『カンポンボーイ』以後

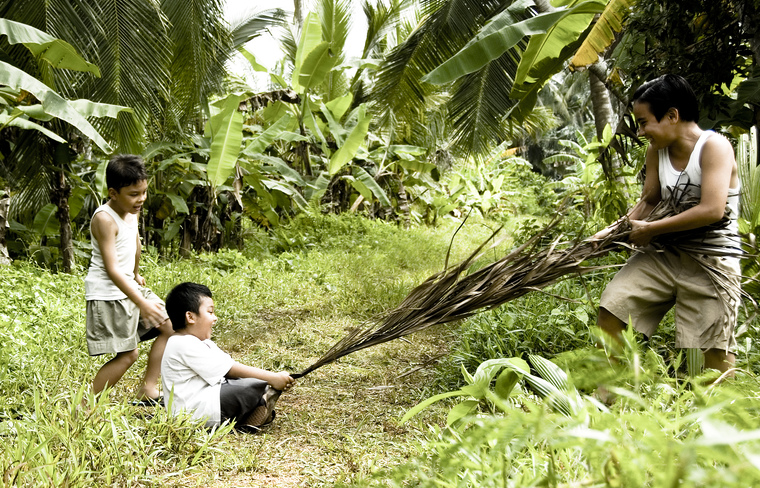
『カンポンボーイ』では作者の子供時代の経験が描かれている。写真は大きな葉に乗せた相手を引っ張るtarik upih pinangという遊び。

1981年には Town Boy『タウンボーイ』が刊行された。『カンポンボーイ』の続編として、故郷の村落から都市に移り住んだ主人公の思春期を描くものだった。風刺漫画作品集もさらに2冊刊行され（With a Little Bit of Lat および Lots More Lat）、筆名はさらに高まった。1984年、世間の注目から逃れたいという望みもあって『ニュー・ストレーツ・タイムズ』の職を辞し、フリーの立場で Scenes of Malaysia Life を描き続けることになった。ラットはカンポンボーイ社を設立して自作の出版やキャラクターの商品化を管理しはじめた。2009年、カンポンボーイ社はテーマパーク開設のプロジェクトでサンリオおよびヒット・エンターテインメントと提携した。2012年8月にはジョホール州イスカンダル・プテリにマレーシア初の屋内テーマパークであるプテリ・ハーバー・ファミリーテーマパークが開設され、ハローキティやボブとはたらくブーブーズなどのアトラクションフロアと並んで、テーマレストラン Lat's Place が置かれた。内装はマレーシアの村落をモデルにしており、『カンポンボーイ』のアニメーションが流れる中、キャラクターの扮装をしたキャストの給仕で食事を行うことができた。
ラットは印刷媒体以外での表現にも挑戦している。1993年には、Unescoが企画した短編アニメーション映画『ミナの笑顔 (Mina Smiles)』の制作に参加した。東南アジアの農村に住む若い母親を主人公として識字教育を啓発する作品だった。その後、ラットは個人的な懸念に押されて再びアニメーション製作に進出した。1980年代と90年代に放映された西洋のアニメーションが好ましくない文化的影響を及ぼしていると考え、マレーシアの子供に固有の価値観を伝える番組を作ろうとしたのである。その結果、ラットの代表作を原作とするテレビシリーズ『カンポンボーイ』（1997年）が誕生した。同シリーズは全26話が製作され、マレーシア内外で放映されて技術的にも内容的にも好意的な評価を集めた。1999年にはアヌシー国際アニメーション映画祭において最優秀テレビシリーズ賞を受賞した。とはいえ、『ザ・シンプソンズ』との類似や、マレーシア固有とは言えない英語の使用を指摘する声もあった。ラットが最後にアニメーションに関わったのは2009年のことである。ペトロナス・フィルハーモニック・ホールで行われたアニメーション・ミュージカル公演 Lat's Window to the World において、ラットは『カンポンボーイ』のキャラクターを使った短いシーン3編の制作に参加した。完成したアニメーションはマレーシア・フィルハーモニー管弦楽団の演奏とともに上映された。ラットの絵はカール・デイヴィスの作曲による楽曲と組み合わされ、「純真で牧歌的な時代」のカンポンで過ごした子供時代を見事に捉えていた。
1997年、27年間を過ごしたクアラルンプールを離れ、家族を連れてイポーに戻った。漫画界から少し距離を置くとともに、故郷のカンポンの近くに住み、子供たちに小都市や村の暮らしを味わわせようとしたのだという。ラットは1977年に結婚し、4人の子供（娘2人、息子2人）を授かっていた。ラットによると、子育ては有名人としての重圧を紛らわせてくれただけでなく、漫画の好みが異なる若い世代との間にギャップが生まれる可能性に気づかせてくれたという。ラットの妻は完成原稿をスキャンしてクアラルンプールの新聞社に電子メールで送る役を務めていた。ラットは現在でもペンとインクで漫画を描いており、コンピュータを使うのはメールを読むときだけである。2011年から2012年にかけて、チヴィテッラ・ラニエリ・フェローシップのプログラムによって世界中のアーティストとともにイタリアに招聘された。彼らは創作活動を支援するように用意された環境の中で、一か月の滞在期間にわたって交流した。

## 作風
ラットの作品は広範なジャンルにわたっている。アジア漫画の研究者ジョン・A・レントは、多彩な著作を持つラットを一つの分野に収めるのは難しいと考えた。『クルアルガ・シ・ママット』では、スラップスティックと風刺を通じて伝統的な価値観と近代との出会いが描かれており、同時に子供の遊びの中で起きるユーモラスな出来事も大きな部分を占めている。『リーダーズ・ダイジェスト』の寄稿者ジェニファー・ロドリゴ・ウィルモットは以下のように述べた。
ラットが描くキャラクターは、いずれも普通の人々である。チェックのサロンを穿いた村の男、白いドウティを穿いた両替屋、ブッシュジャケットを着たマレー系の公務員。ラット自身もそうだ。平坦な丸い顔、少しだけ片寄った鼻、カールした黒髪が乱れてモジャモジャの、いつも歯をむき出して笑っている、あのキャラクターのことだ。
ラットは性格も文化的背景もまちまちなキャラクターの集団を使いこなすことで、限られた数のキャラクターでは不可能な幅広い題材を作品に取り上げている。
マレーシアのコミック研究者ムリヤディ・マハムードによると、ラットの漫画でユーモアを生み出している文章上の要素は「切り詰められた会話」と駄洒落であり、視覚的にはキャラクターたちの「顔の表情と仕草」が事物のおかしみを引き出しているという。さらにムリヤディは、ラットの作品は複数のレベルで解釈が可能だと述べた。ある読者がラットのスラップスティックを笑う一方で、同じ作品を見た別の読者は隠れた社会批判を楽しむかもしれない。例としてムリヤディは1972年で発表された『ケルアルガ・シ・ママット』シリーズの1作を挙げた。当時マレーシアには資格を持った体育教師が不足しており、多くの場合専門外の教員が代わりを務めていた。ラットは肥満した教師が体育の授業を行い、しまいにへたり込んでしまう様子を漫画にした。ムリヤディによれば、この漫画はひどい目に遭った教員を単純にからかっているとも解釈できるし、カリキュラムを再検討するべきだとの提言にも（体育の授業をもっと軽くしようという）、教師が足りないという訴えにも、極端なことを言えば政府の対策が欠如していることへの批判ともとれる。
ラットの初期作『ティガ・セカワン』や『ケルアルガ・シ・ママット』の文章はマレー語で書かれていた。しかし後年の作品は多くが英語で書かれた。 Scenes of Malaysian Life は英字紙『ニュー・ストレーツ・タイムズ』でしか発表されていない。ラットが作品で使う英語表現は、マレー語の語彙が取り入れられて構文が単純化されたピジン言語であるマングリッシュを反映している。英語の作品を数作続けて成功させた後、ラットは英語に堪能ではない層を無視してきたことを気に病み始めた。そこで彼は Mat Som （マッ・ソム）を描いた。カンポンの少年が都市に移って作家となり、美しいシティ・ガールに求愛する物語で、マレー語で書かれていた。『マッ・ソム』はヒット作となり、第1刷3万部は3ヶ月で完売した。『ファーイースタン・エコノミック・レビュー』誌のジャーナリストSuhaini Aznamは、一切の偏見を交えずに庶民の苦境を風刺的に描けるのがラットの強みだと述べた。

### 初期
絵の技術は幼少期から自己流で学んだものである。ラット自身は絵の才能と関心を父親から受け継いだと信じている。父親はいたずら書きを趣味としており、ユーモアのセンスを持った「村のおどけもの」として名が通っていた。ラットによると弟妹も絵の才能に恵まれていたが、それを伸ばそうとしなかった。両親は絵の勉強をするよう積極的に後押ししたが、父親は職業にはしないようにと念を押すことがあった。家族以外にも、小学校の先生モイラ・ヒュー（ラットの漫画に登場するバタフライ型メガネの女性のモデル）は、いつも授業中に教科内容を絵にするよう求め、ラットの才能を伸ばしてくれた。ヒューの教化によってラットの意識は広がり、カンポン外の世界を視野に入れた考え方を受け入れられるようになった。
ラットの初期の作風は西洋の影響を受けていた。1950年代にマレーシアで育った子供の多くと同様、ラットはハンナ・バーベラのテレビアニメ（『原始家族フリントストーン』や『宇宙家族ジェットソン』）やイギリスのコミックブック（『ザ・ダンディ』や『ザ・ビーノ』）に親しんだ。ラットが幼少期に描いた落書きは、それらの作品を手本としてスタイルやテーマを再現したものだった。ある友人がラットの絵に海外の影響があることを家族の前で指摘すると、父親はラットに対し、それよりも自分の周囲を観察して思いついたことを描くよう助言した。幼少期のラットは父に従って身の回りの出来事を観察するようになった。『ティガ・セカワン』は郷土色を持ったユーモラスな犯罪活劇として構想された。『ケルアルガ・シ・ママット』とその主人公は末弟ママット・カリッドから名付けられたもので、物語は同郷の村民や学友をモデルにしている。『ベルスナット』の発想が生まれたのは記者として病院で取材を行っているときだった。殺人被害者の取材が一段落して死体安置所を後にしたラットは、病院内でマレー系の少年たちが割礼を受けているのを見かけた。ラット自身が郷里で受けた成人儀礼では、主役を祝福するために趣向を凝らした儀式が行われたが、それに比べて少年たちの体験はいかにも味気なかった。そこでカンポンと都市の暮らしの差異を作品に表さずにはいられなくなったという。
本格的に漫画界に足を踏み入れるにあたって、ラットはまったく業界に不案内というわけではなかった。それ以前からベテランの政治漫画家ルジャブハッドの知遇を得ていたのである。ルジャブハッドは同郷人から尊敬とともに「マレーシア漫画界の酋長」という称号を与えられていた。ラットが新聞や雑誌に投稿した作品を目にしたラジャブハッドは彼と文通を始め、ラットの母親から15歳で漫画界に入った息子の面倒を見るよう頼まれると、それを受け合った。彼はラットに助言を与え、漫画家としての成長に影響を与えた。ラットは師ルジャブハッドを高く尊敬し、手本とした。ルジャブハッドも愛情と尊敬をもって応えた。ラットの指南役となってから36年後、ルジャブハッドは師弟関係を以下のように物語っている。
ラットと私は遠く離れていても、心はいつもともにある。初めて彼と会った時、私の口は縫い合わされてしまった。愛がそばにあるとき、口は言葉を忘れ、一言も発することができない。ラットは山頂を極めた男だが、麓の草を忘れてはいない。彼はどこへ行っても私が師匠だと言ってくれる。
ラットに影響を与えたマレーシア人はルジャブハッドが初めてではなかった。ラジャ・ハムザは活劇と怪奇作品で人気を得た漫画家だが、彼は幼いラットの「ヒーロー」だった。ラットを漫画家の道に向かわせたのは、マレーシア人の冒険家が大活躍するラジャ・ハムザの漫画であった。その望みは『ティガ・セカワン』の刊行で実現した。何度も投稿が却下された末に同作が世に出たことは、憧れの存在と同じく漫画家になれるしるしと感じられた。ラジャ・ハムザはまた、Mat Jambul's Family 、Dol Keropok and Wak Tempeh など家族生活を描いた作品でも成功を収めていた。ラットはこれらの漫画を通じて家族生活や子供らしさを尊ぶようになり、後に自作に活かした。ラットは周囲を子細に観察して作品に取り入れることに関心を持っていた。『ケルアルガ・シ・ママット』や『カンポンボーイ』では、キャラクターの外見や立ち居振る舞いが現実そのままに描かれていた。セリフは現地の方言を交えた自然な文体で書かれていた。それによって読者は物語とキャラクターがまぎれもなく「マレー」のものだと信じることができたのだった。

### 後年
1975年にロンドンへ研修旅行を行って以来、ラットの作品にはフランク・ディケンズ、ラルフ・ステッドマン、ジェラルド・スカーフらの諷刺漫画家の影響が見られるようになった。1997年、ノーザンイリノイ大学の名誉教授Ron Provencherは、調査対象としたマレーシアの漫画関係者がラットのスタイルから『ザ・ビーノ』を連想したことを報告した。ムリヤディも『ザ・ビーノ』と『ザ・ダンディ』の「子供の世界というテーマ」がラットの『ケルアルガ・シ・ママット』に明らかに見られると述べている。一方で、ラットの作品は独自に発展を遂げたと考える評者もいる。シンガポールの漫画家モーガン・チュアは、ラットが「印象に残る土着的なスタイルを作り出しながら、同時に独自性を保っている」と考えている。漫画史の研究者清水勲は、ラットの描線は「やや荒削り」であるが、作品は「まったく独自のもの」であり「生命に溢れている」と書いている。レザの判定では、『ザ・ビーノ』と『ザ・ダンディ』はラットが独自のスタイルを築く以前の「発達初期の[影響]」に過ぎない。レントは1999年に以下のような論評を与えている。
大きく誇張されて描かれているにもかかわらず、ラットの絵は対象を生き生きと実物どおりに描き出している。ラットが描くマレーシア人はどの人種に属すかはっきり見分けることができる（たとえばマレー系のキャラクターは鼻が三つ並べた輪で表される）。それだけでも並の手際ではない。絵は大胆な筆遣いで描かれ、含蓄のある会話は英語とマレー語、そして中国語やタミル語であろうもので綴られ、そして遊び心に満ちた背景の中では小さな物語が展開されている。
ラットのペン画作品に感嘆したアメリカの漫画家ラリー・ゴニックは、自作 The Cartoon History of the Universe（邦訳『マンガ版 地球の歴史―ビッグバンからアレキサンダー大王まで』心交社、1993年）の一部にペン画を取り入れた。ゴニックは普段使っている筆と同じように描こうとしたが、満足いく結果は得られなかったという。ラットには彩色した作品もあり、水彩とフェルトペンで描かれた Kampong Boy: Yesterday and Today（1993年、「カンポンボーイ: 過去と現在」）はその例である。
レントによると、レザはラットが「社会批評や「一つの景観の創造」によって、風刺漫画を「純粋視覚芸術」のレベルにまで押し上げた」と断じた。ラットの作品を高く評価したのは美術評論家だけではない。漫画家でマレーシアの諷刺雑誌 Gila-Gila の編集者でもあるジャーファル・タイブは、年月を重ねてもラットの漫画はユーモアと妥当性を失っていないと考えている。彼の説明によればその理由は、著者のアイディアを明確に表すために考え抜かれた構成にある。
| ラットは子供のように純真であると同時に成熟しており、乱暴であると同時に繊細であり、マレーシア的であると同時に普遍的でもある。ラットがいつでも上手くやりおおせるのは、そのユーモアにまったく悪意がないためだ。辛辣であっても傷を作らず、身構えさせることなく我々を導いて、周囲や我々自身が持つ小さな愚かさを彼とともに笑う気にさせてくれるのである。やり玉に挙げられるのは典型的なマレーシア人の欠点ばかりだが、それが異なる文化に属する読者の琴線にも触れることは、海外にいるラットファンが証明している。 ラットの絵と文は、締め切りの1分前にひらめいたかのような自然な雰囲気を醸し出している。ところが実際には、これらは入念な調査と天性の観察力の産物であり、インスピレーションだけでなくプロフェッショナルな忍耐の産物でもある。 その証拠として、たとえば「シク教徒の結婚」のような作品は、あるシク教徒が嬉しげに保証してくれたように、徹底的な正確さをもって描かれている。 – マレーシア人作家アディバ・アミン、Lots of Lat 序文（1977年） |

### デリケートな題材
ラットが『ニュー・ストレーツ・タイムズ』に連載を始めたころ、マレーシアの政治漫画家は政治家に対してオブラートに包んだ描写しかしなかった。政治家の似顔絵は写実的に描かれ、批判は遠回しなポエムとして表現された。しかしラットはその限界を押し広げた。政治家の似顔絵を描くときは、一定の品位は保っていたものの、容貌や癖を容赦なく誇張した。ラットが回想するところでは、1974年にマレーシアの総理大臣アブドゥル・ラザクを背後から描いた作品を修正するよう求められた。リーはその作品をそのまま印刷することを拒み、「監獄行きになりたいのか？！」と迫った。しかし、翌年にラットが再び描いた政治風刺漫画はリーの承認を得ることができた。
マレーシアの政治家階層は次第にラットの戯画化に馴れ、一般の国民と同じように楽しむようになった。ムリヤディはラットの作風を「さりげなく、遠回しで、象徴的」と表現し、倫理的にも美的にもマレーシアのユーモアの伝統を受け継いでいると述べた。伝統にのっとったラットの漫画は国民的な尊敬を集めた。ラットが政治家を批判するとき、対象の地位や人間性からは「ありえない、考えられない、思いがけない」状況に置いてそのコントラストからユーモアを生み出す。マレーシアの第4代総理大臣マハティール・ビン・モハマドは活動期間のほとんどを通じてしばしばラットの漫画に取り上げられてきた。20年にわたってマハティールが積み上げてきた漫画の材料は、146ページの作品集 Dr Who?!（2004年）を生み出した。ラットの機知は、国内の政治家だけでなく、イスラエルの中東政策や、シンガポールの卓越した政治家リー・クアンユーのような外国人にも向けられた。作品の多くが政治的な性格を持っているにもかかわらず、ラットは自身を政治漫画家とみなしておらず、その分野ではもっと優れた作家がいると公言している。
ラットは自分の表現に可能な限り敵意を込めないようにしている。特に人種や文化、宗教に対しての配慮を欠かさないのは、師ルジャブハッドの助言に従ったものである。漫画の着想を練る際にも、悪意や無神経さが感じられる部分は取り除く。東京で開催された第4回アジア漫画展において、自作で宗教的な内容を扱うのは自身の信仰であるイスラムに限っていると明かした。イスラムを描くときも、漫画を通して若い世代に自身の信仰を伝えようとする。ラットは自作に公刊すべきではない部分があれば、担当編集者がカットしてくれると信じている。あるインタビューでは、漫画家が一人でチェックを受けずに創作を行うと「ゴミ」が生まれるかもしれないため、自己出版には抵抗があると述べた。ラットは自分がなじんでおり能力を発揮できる領域では独断的であることを好む。ラットはいったん描いた作品を修正することは頑として許さない。編集者が修正を要求したため、結局出版されずに終わった作品も複数ある。そのような場合、編集者は紙面上でラットの連載が載る位置を丸ごと没（空白）にする。ラットはお蔵入りとなった作品の存在を認めてこう語っている。「そうだな、おそらく私がちょっと強硬すぎたんだろう。でもトラブルになったことはないし、正直なところボツになった漫画はほんの一握りだよ」。

## 関心事と所信

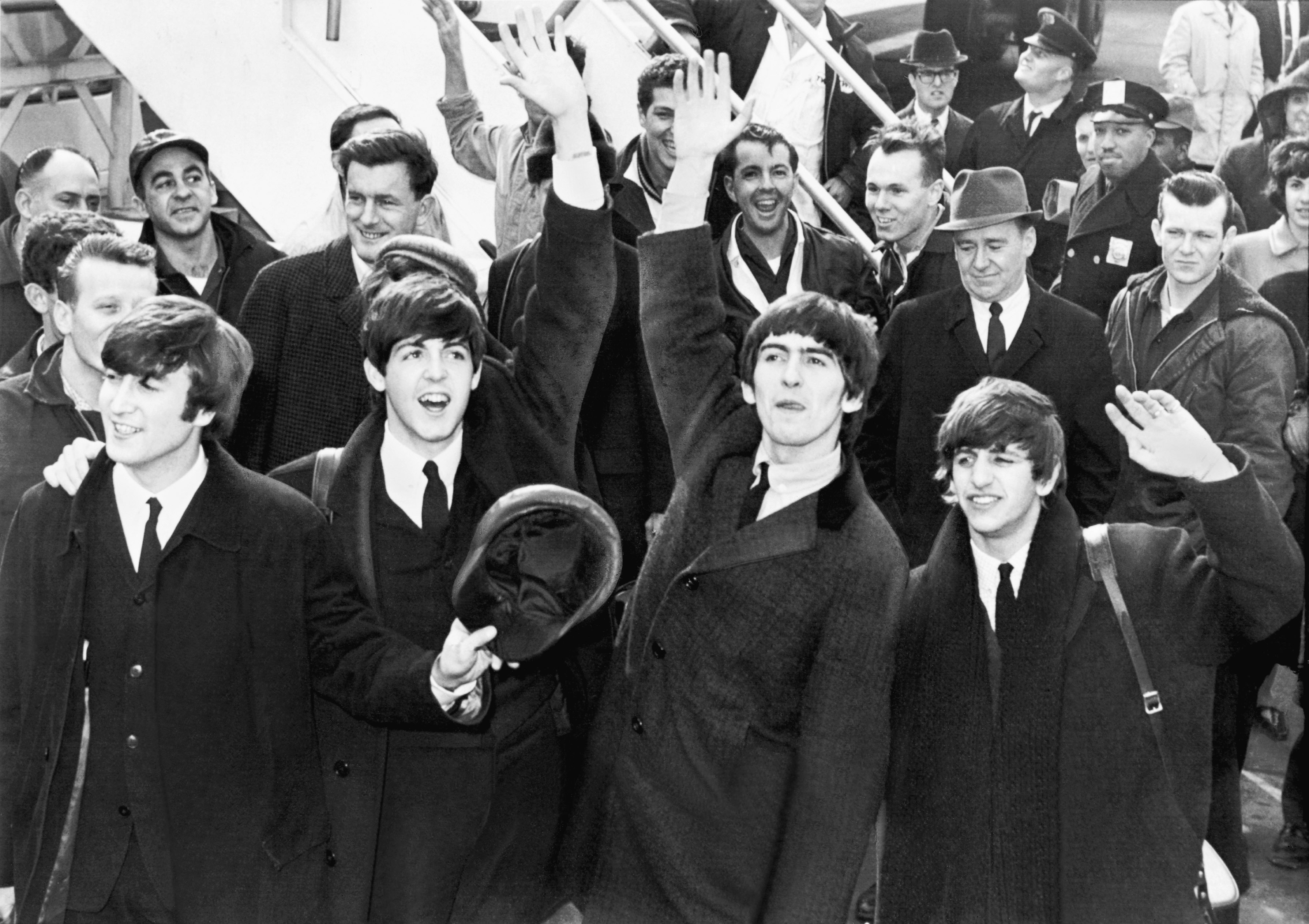
ビートルズ（写真）をはじめとする音楽はラットの人生と作品に影響を与えた。

音楽は若いころからラットの生活の重要な一部を占めてきた。あるインタビューでは、ペギー・マーチの「愛のシャリオ (I Will Follow Him)」や、ポールとポーラの「ヘイ・ポーラ (Hey Paula)」を聴いて英語を学んだと述べた。音楽を聴くことは仕事中に漫画のインスピレーションを得るための重要な儀式でもある。「ファッショナブルな女の子」を描く場合、スケッチの段階ではポール・マッカートニーの曲をかけ、込み入ったディテールを描くときにはインドネシアのガムランに変える。ラットはポピュラー音楽のファンで、特に1950年代と60年代のロックを好み、ビートルズ、ボブ・ディラン、エルヴィス・プレスリーを聴いている。またカントリー音楽、特にハンク・ウィリアムズやロイ・ロジャースの曲は「つつましやか」だと感じてお気に入りとなった。音楽を聴くだけにとどまらず、ギターとピアノを暗譜で弾きこなす。
かつてマレーシア社会では漫画家は低く見られており、作家と比べて知的に劣り、画家と比べて技術が劣っていると考えられた。1950年代に原稿料を映画チケットで支払われたのはラットだけではない。ルジャブハッドは10本の風刺漫画に対してチケット1枚を与えられたことがある。ほかにも多くの漫画家が同様の報酬を受けたり、わずかな金銭しか支払われなかったりしていた。しかし、たとえ社会的地位が低かろうとも当時のラットは自らの職業に誇りを持っており、自分の作品のセリフとアイディアを誰か別人が書いていると思い込んでいた知人の女友達に立腹したことがある。漫画を描くことは彼にとって職業以上の何かだった。
もしそれが仕事だとすれば、私が子供のころから今まで33年も続けているのはどういうわけだろうか？ 仕事は決まった時間に行うものだ。出勤しては仕事を済ませ、やがて退職する。仕事であればとっくに退職していただろう。しかし、私はまだ描き続けている。私にとってこれは仕事ではなく、当然やるべきことなのだ。
—ラット（2007年）

ラットのサインで「L」の字が引き伸ばされているのは、作品を完成させた喜びから来るものだという。ラットは漫画を描く最大の目的は人々を笑わせることだと述べている。彼が言うには、漫画家としての自分の役目は、「人々が感じていることをユーモラスな漫画に変換すること」である。彼には漫画を通して主張を押し付ける意図はなく、人々は自分の頭で考える自由を持つべきであり、自分にできるのはせいぜいユーモラスなシーンの裏にある深い意味を考えさせることくらいだと信じている。彼にとって漫画を描くことの報いは幼少期から単純なものだった。
おもしろい絵を描いて人を楽しませるのは気分のいいものだ。子供のころならなおさらだ。家族や友達に自分の絵を見せてちょっとでも笑ってもらえたとき、私は芸能人にでもなった気でいた。
漫画家としての誇りから、ラットは漫画制作を尊敬すべき職業に押し上げようと試みた。1991年には同業の漫画家Zunar、ルジャブハッド、ムリヤディとともに「Pekartun」（Persatuan Kartunis Selangor dan Kuala Lumpur、「セランゴール州・クアラルンプール漫画家協会」）を結成した。Pekartunは展示や公開討論を開催し、一般の漫画に対する意識を高めるとともにメンバー間の親睦を深めた。また著作権などの法的な問題をメンバーに対して明確化し、政府とメンバーとの間の仲介役ともなった。その前年、ラットのカンポンボーイ社が企画した Malaysian International Cartoonists Gathering （国際マンガ家大集合）が開催され、国外から多数の漫画家がマレーシアに集まり、作品の展示や交流活動を行った。レザの見るところでは、マレーシアの漫画家が同国人から尊敬を得るようになる上でラットの果たした役割は大きい。
漫画家の権利向上のほかには、環境保護の促進に関心を抱いている。公害と資源の乱用を風刺した作品はいくつもある。1988年、大阪で開かれた国際シンポジウム「アジアの選択 明日の世界――文明、耐性、そして発展」で招待講演を行ったとき、ラットは人口過剰と行き過ぎた工業化に関する環境問題について発言した。さらに、簡素で清浄だったカンポンでの子供時代の思い出を語った。1977年にエンダウ・ロンピン保護林での伐採活動に対する抗議運動が起こったときには、ラットは新聞連載でこの問題を取り上げて活動への支援を集めた。ラットが特に懸念しているのは、彼がいうところの都市開発の負の側面である。ラットは都市開発が伝統的な生き方の喪失につながると信じていた。都市のせわしく洗練されたライフスタイルへ追従を強いられた人々は、古い文化と価値観を忘れるであろう。彼は『カンポンボーイ』、『タウンボーイ』、『マッ・ソム』、そして『カンポンボーイ: イェスタデイ・アンド・トゥデイ』で伝統的な生き方を擁護し、それへの愛情を表した。これらの作品は古くからのライフスタイルを精神的に優れたものとして擁護している。

## 影響と業績

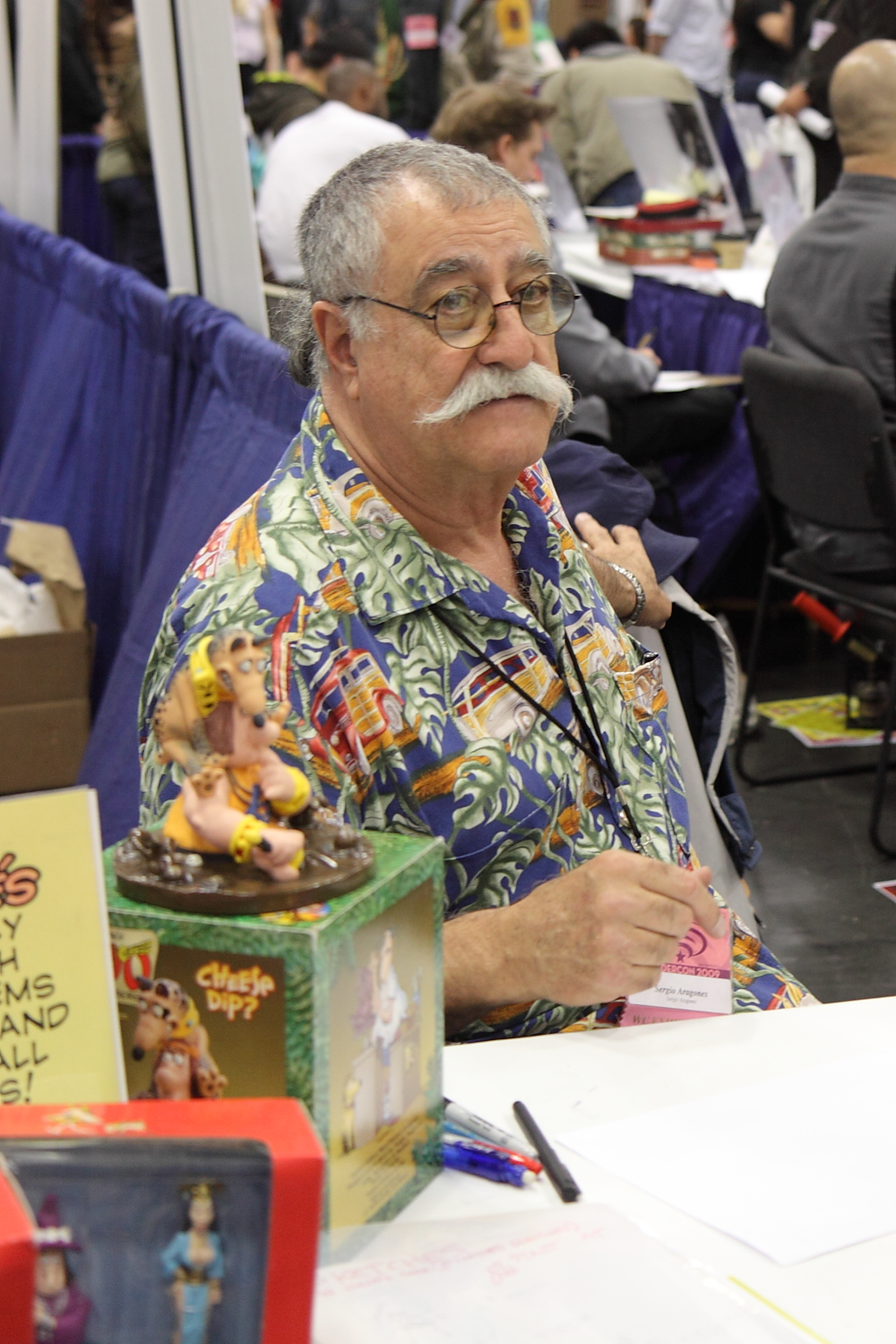
漫画家セルジオ・アラゴネス（写真）はラットを崇拝しており、自作『グルー・ザ・ワンダラー』の中でトリビュートを行っている。

国際的な認知を獲得し、自国でも大きな人気を誇るラットは「文化英雄」、「マンガになったマレーシアの良心」 、「マレーシアの象徴」など大仰な形容で呼ばれてきた。2005年、マレーシア報道協会は審査員特別賞をラットに授与し、ラットが「自らの力で誰もが知る存在となった」という評価を述べた。ムリヤディ、チュア、ルジャブハッドなどの東南アジアの漫画家はラットを絶賛しており、北米地域でもマット・グレイニングやエディ・キャンベルのような崇拝者を持つ。『ザ・シンプソンズ』の作者であるグレイニングは、アメリカ版『カンポンボーイ』への推薦文で同作を「漫画の歴史を通した傑作のひとつ」と称賛した。グルー・ザ・ワンダラーの作者セルジオ・アラゴネスはアメリカのラットファンの一人である。1987年にマレーシアを訪れたアラゴネスはその時の経験を活かして、ドジな剣士グルーがFelicidadという島を発見するストーリーを作った。Felicidad島の住民や自然環境はマレーシアをモデルにしていた。島民の鼻はラット独特のスタイルで描かれ、重要な原住民キャラクターである好奇心の強い少年はラットの名をつけられていた。
レントと清水はそれぞれ、ラットが1974年にフルタイムの漫画家となってからマレーシアの漫画産業が発展し始めたという説を唱えている。レントはさらに、ラットが1994年に「ダト (datuk)」（イギリスのナイトに相当）の称号を授与されたことで、漫画家という職業へのマレーシアにおける尊敬が高まったとまで言った。ペラ州のスルターンから授けられたこの称号は、ラットが同国人に与えた影響と祖国への貢献に対するマレーシア最高の褒賞だった。ラットの台頭以前には、ラジャ・ハムザやルジャブハッドのような人気作があったとはいえ、マレーシアにおいて漫画家という職業は一般から高く評価されていなかった。ラットの成功は、漫画家が成功して財をなすことが可能であることをマレーシア人に示し、漫画家をキャリアの選択肢に入れるよう促した。ラットのようになろうとして作風をまねた若い漫画家も何人かいる。ZambriabuとRasyid Asmawiはラットのキャラクターの特徴的である丸三つで描かれた鼻とヘアスタイルを模倣した。またReggie LeeとNanなどはラットの緻密な「テーマ的、スタイル的なアプローチ」を自作に取り入れた。ムリヤディはラットを「現代マレーシア漫画の父」と呼び、マレーシアの漫画家として初めて国際的に認知され、自国の漫画界のイメージを改善するのに貢献したことを称えた。
ラットの作品が影響を与えたのは芸術の分野にとどまらなかった。ラットのデビュー以前、マレーシアの漫画家は国民をひとつの統一されたまとまりとしてとらえることが必要だという考え方を支持していた。ひとつの作品には一種類の人種しか登場しないのが普通で、特定の人種や文化の特徴をあげつらう作品が主流の中に入り込んでいた。そのような漫画は、当時人種間の対立が噴きあがっていくのを和らげることはできなかった。1969年にはついに人種暴動が勃発し、収束後も数年にわたって人種間の関係はピリピリした壊れやすいものとなった。レザの主張によると、ラットは作品を通じて国家の人種対立を和らげたという。ラットは群衆シーンでは様々な人種を登場させ、彼らがともに生活している様子を描いた。それは穏やかで偏見のない漫画によって描き出されたマレーシア国民の姿だった。1981年の『タウンボーイ』では、（作中で明確に語られることはないものの）マレー系と中国系の間の緊張が最も高まっていた時期を舞台としながら、作者の分身である少年と中国系の級友とがアメリカのポップ音楽を媒介として自然に友情を結ぶ。レザの指摘によると、「多民族の読者層を持つ、マレーシア最大の英字新聞」に所属していたことで、ラットが人種間・文化間の調停者としての役割を負わされた側面もある。しかしラットには、それを遂行するのに必要な、様々な人種・文化に対する深い理解が備わっていた。
ファンが見るラット作品のトレードマークは「読者の悪い面を暴くのではなく善い面に訴えることで、誰をも心地よくノスタルジーに浸らせてくれる、安心感と品のあるユーモア」である。この方式はうまくいくことが証明されている。ラットの風刺漫画集が最初に発売された1977年から12年間で彼の著書は85万部以上売れた。ラットの作品には誰もが安心感を期待するため、マレーシアの政治的な人種対立を扱った2008年9月の漫画でラットがいつものスタイルを捨てたとき、ジャーナリストのKalimullah Hassanはショックを受けた。一本の傘の下でマレーシア国民が身を寄せ合い、レイシズムや不寛容から生まれる言葉の雨から身を守っている絵は、深い悲しみに満ちていた。

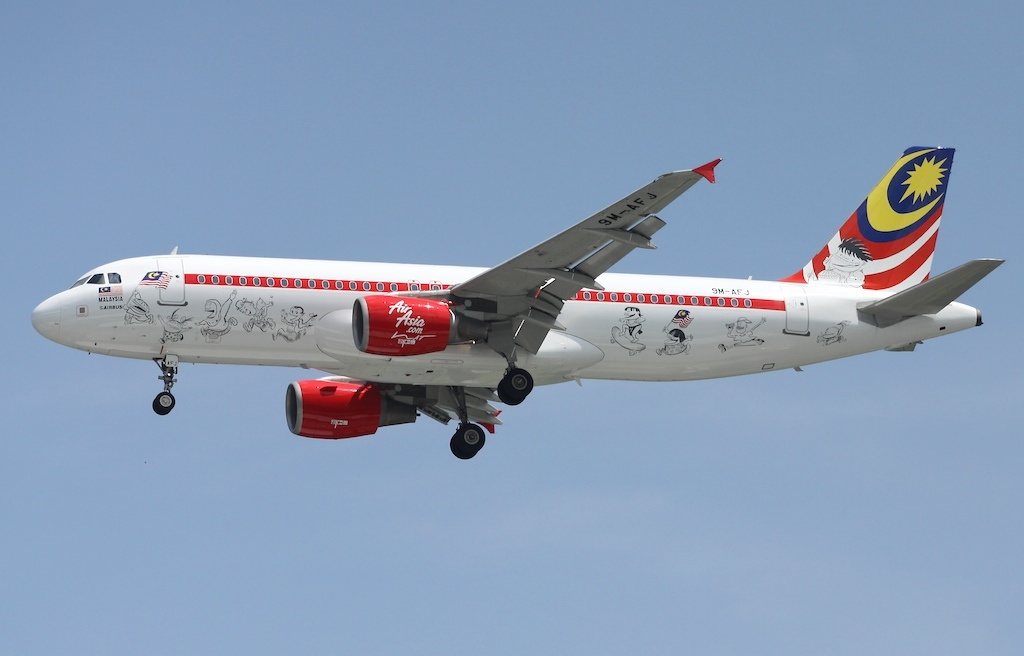
エアアジアは旅客機二機の機体にラットのキャラクターを描いて敬意を表した。

ラットの作品は学術的な研究でも引用されている。その分野は多様で、法、都市計画から食習慣にまで及ぶ。研究者は自分の主張をユーモラスに解説してくれる挿絵としてラットの絵を用いている。ラットは外国から招聘されることもある。本人によると、自国での経験を漫画として公開してくれるよう期待してのことだという。初めて招聘された国はアメリカ合衆国で、オーストラリア、ドイツ、日本が続いた。1998年、ラットは漫画家として初めてアイゼンハワー・フェローシップを受けてアメリカを再訪した。その際の研究プログラムはアメリカ社会の多様な人種間関係の研究だった。2007年、マレーシア国民大学はラットに人類学と社会学の名誉博士号を授与した。ラットの作品はマレーシアの文化史を視覚的に記録したものと認められている。2002年にはマレーの土着文化を作品に記録したことで福岡アジア文化賞を授与された。
1986年、漫画家として初めてクアラルンプールにあるマレーシア国立博物館で作品が展示され、2か月で60万人の記録的来場者を迎えた。ラットは名士とみなされており、そのキャラクターは切手、資産管理ガイドブック、旅客機に使われてきた。
『リーダーズ・ダイジェスト』によるマレーシア人を対象にした2010年の調査で、国内著名人50人を信頼されている順にランク付けした際、ラットは第4位を占めた。ジャーファルはいう。「マレーシア人は100%例外なくラットを敬愛しているので、彼が描いているのが警官であれ、教師であれ、売春婦であれ、それがマレーシアの真実だと考える」

## 日本との関わり
国際交流活動に積極的なラットは多数の来日経験を持ち、作品にもそれが活かされている。最初期に描かれた風刺漫画でも、マレーシアから見える日本はたびたび題材にされた。1977年、福田赳夫首相はASEAN諸国との「対等の協力」「心と心の通う友好関係」などを基本とする福田ドクトリンを唱えた。同年に福田が首脳会談のためクアラルンプールに赴いたとき、Visitor from Japan と題した1コマ漫画でラットが描いたのは、居並ぶASEAN首脳が仰ぎ見る中、火のついた札束をマッチ代わりにタバコをくゆらしながらタラップを下りてくる福田の姿であった。この作品は日本の新聞に紹介されてラットの名を知らしめた。クアラルンプール事件（1975年）を起こした日本赤軍なども作品に取り上げられた。第二次世界大戦中の軍政の記憶や、マレー作戦（1941年 - 1942年）に先立って現地社会に侵入していた日本人スパイの伝承を戯画化した作品もある。ラットは国際交流基金が主催する第1回アセアン漫画展（1990年）に招待され、「日本 政治家とセックス……」と題する風刺漫画作品を提供した。前年に起きた宇野宗佑首相の女性スキャンダルを受けて、日本の政治家が国会議事堂の周りで芸者を追いかけまわしている戯画であった。第4回アジア漫画展（1999年）では、「父の我慢と私の我慢」と題した作品で、マレーシアの村落に侵入した日本兵が擲弾筒の狙いをつけている1942年と、日本人ビジネスマンがゴルフ場でパッティングの狙いをつけている1992年との対比を描いた。
初来日は1981年、外務省の報道関係者招待プログラムによるものであった。このとき見聞した通勤ラッシュややきとり横丁の風景は1コマ漫画となり、作品集 Lots More Lat に収録された。後の2002年、福岡アジア文化賞を受賞した際のフォーラムにおいて、漫画家として独立するきっかけとなったのがこの初来日だと発言した。当時朝日新聞に『フジ三太郎』を連載していたサトウサンペイや馬場のぼる、手塚治虫との交流を通じてフリーランスの漫画家という職業形態があることを知り、「マレーシアに戻ったらサトウサンペイのようになろう」と思ったという。サトウとの交友はその後も続いており、1990年にラットがコーディネーターとなって世界各国の漫画家をマレーシアに招いた際、日本からは小野耕世とともにサトウが参加した。
1984年には代表作 Kampung Boy が『カンポンのガキ大将』のタイトルで邦訳され、小規模ながらアジア漫画の翻訳としては良好な売れ行きを示した。1992年、ボルネオ島の熱帯雨林伐採を題材とした日本人作家の絵本『森へ帰ろう』（1991年、金の星社）が『カンポンのガキ大将』の盗作だという疑いが持ち上がり、版元の判断で絶版となった。ラットはこの件をよくあることだと述べて問題にしなかった。1996年、クアラルンプールのブリタ・パブリッシングから『タウンボーイ』の邦訳版（柳沢玲一郎他訳）が出版され、1998年にはその続編『カンポンボーイ 昨日・今日』（原題 Kampung Boy: Yesterday and Today）が出た。2014年には、マレーシア政府観光局のプロジェクトの一環として、左右田直規の監訳による『カンポンボーイ』新訳が東京外国語大学出版会とマレーシア翻訳・書籍センターから共同出版された。同書は京都国際マンガミュージアムなどが主催する2014年度ガイマン賞において第2位を占めた。翌年には左右田による新訳『タウンボーイ』が刊行された。
1981年に初来日した際、日本の漫画雑誌が性表現に寛容であることを「退廃」と呼び、反面教師として「若い国 [マレーシア] の漫画家は放縦ではいられない」と述べた。後年には日本スタイルの漫画文化がマレーシアで主流となってきたことを受けて、マレーシア固有のスタイルを発展させる必要を訴えた。2006年のCEDKOマンガ家会議では「マンガ」という言葉を使わないように提言し、「マレーシアのコミックにはマンガスタイルは必要ない。私たちは自分たち自身のマレー式コミックを作ろう」と主張した。しかし若い世代の漫画家は、ラットがテーマとしていた歴史や土着文化への関心を持たず、「自国の漫画の伝統やスタイルに意識的に背を向けている」と評されるような状況がある。
日本のストーリー漫画については「一コマ一コマの場面が、ちょうど映画のカットみたいになっているのがいい」と言っており、自作でも同様の映画的な構成を心掛けているという。日本人漫画家の中では、手塚治虫のほか、滝田ゆうが好きだという。「どうしてかれのマンガの中には、よくスリッパがでてくるのかな。犬がスリッパのことを考えている画面がよくあるじゃないか」と述べており、登場人物の心情をセリフでなく吹き出しの中に入れた事物のイメージで表す独特の手法を取り入れてみたいと語っている。滝田作品の郷愁にも次のように共感を示した。
あの世界は、わたしのこどものころの心です。夕暮れの町、電信柱、裸電球、一人の男、そばに子犬。 … [もうそのような世界は] マレーシアにもありません。—ラット（1989年）

## 主な受賞歴
- 1994年 – 「ダト (datuk)」の称号授与
- 1998年 – アイゼンハワー・フェローシップ
- 2002年 – 福岡アジア文化賞（芸術・文化賞）
- 2005年 – ペトロナス・ジャーナリズム賞（特別審査員賞）
- 2007年 – 人類学と社会学の名誉博士号
- 2010年 – チヴィテッラ・ラニエリ・ヴィジュアルアーツ・フェローシップ

## 作品リスト
以下はラットの著作（初版）の抜粋である。翻訳版や企業からの委託で描かれた作品は除いた。後者の例にはマレーシア航空のために描かれた Latitudes（1986年）やマレーシア国立銀行が1999年から毎年発行している個人向け資産管理ガイドブックがある。
- (Malay) Tiga Sekawan: Menangkap Penchuri [Three Friends Catch a Thief]. Penang, Malaysia: Sinaran Brothers. (1964)
- Lots of Lat. Kuala Lumpur, Malaysia: Berita Publishing. (February 1977)
- Lat's Lot. Kuala Lumpur, Malaysia: Berita Publishing. (June 1978)
- The Kampung Boy. Kuala Lumpur, Malaysia: Berita Publishing. (1979)
- (Malay) Keluarga Si Mamat [Mamat's Family]. Kuala Lumpur, Malaysia: Berita Publishing. (1979)
- With a Little Bit of Lat. Kuala Lumpur, Malaysia: Berita Publishing. (1980)
- Town Boy. Kuala Lumpur, Malaysia: Berita Publishing. (1981)
- Lots More Lat. Kuala Lumpur, Malaysia: Berita Publishing. (1980)
- Lat and His Lot Again!. Kuala Lumpur, Malaysia: Berita Publishing. (1983). ISBN 967-969-404-6
- (Malay) Entahlah Mak...! [I Don't Know, mother...!]. Kuala Lumpur, Malaysia: Berita Publishing. (1985). ISBN 967-969-076-8
- It's a Lat Lat Lat Lat World. Kuala Lumpur, Malaysia: Berita Publishing. (1985). ISBN 967-969-075-X
- Lat and Gang. Kuala Lumpur, Malaysia: Berita Publishing. (1987). ISBN 967-969-157-8
- Lat with a Punch. Kuala Lumpur, Malaysia: Berita Publishing. (1988). ISBN 967-969-180-2
- Better Lat than Never. Kuala Lumpur, Malaysia: Berita Publishing. (1989). ISBN 978-967-969-211-2
- (Malay) Mat Som. Selangor, Malaysia: Kampung Boy. (1989). ISBN 967-969-075-X
- Lat as Usual. Kuala Lumpur, Malaysia: Berita Publishing. (1990). ISBN 967-969-262-0
- Be Serious Lat. Kuala Lumpur, Malaysia: Berita Publishing. (1992). ISBN 967-969-398-8
- Kampung Boy: Yesterday and Today. Kuala Lumpur, Malaysia: Berita Publishing. (1993). ISBN 967-969-307-4
- Lat 30 Years Later. Selangor, Malaysia: Kampung Boy. (1994). ISBN 983-99617-4-8
- Lat Was Here. Kuala Lumpur, Malaysia: Berita Publishing. (1995). ISBN 967-969-347-3
- Lat Gets Lost. Kuala Lumpur, Malaysia: Berita Publishing. (1996). ISBN 967-969-455-0
- The Portable Lat. Kuala Lumpur, Malaysia: Berita Publishing. (1998). ISBN 967-969-500-X
- Lat at Large. Kuala Lumpur, Malaysia: Berita Publishing. (1999). ISBN 967-969-508-5
- Dr Who?!: Capturing the Life and Times of a Leader in Cartoons. Kuala Lumpur, Malaysia: Berita Publishing. (2004). ISBN 967-969-528-X
- Lat: The Early Series. Kuala Lumpur, Malaysia: New Straits Times Publishing. (2009). ISBN 978-983-871-037-4